# 格洛丽亚·冈格特
格洛丽亚·冈格特（英語：Gloria Gangte，1976年1月19日—），印度外交官，現任印度駐馬耳他高級專員。

## 經歷
格洛丽亚·冈格特生於1976年1月19日。2000年加入印度外事服務部，選擇西班牙語作爲必修外語。
2001年，任印度外交部東亞司隨員，處理中國和日本事務。2002年至2005年，任印度駐西班牙大使館辦公室主任，並處理領事（護照與簽證）工作。2005年至2008年，任職於印度駐阿根廷大使館。2008年至2011年，任印度外交部拉丁美洲和加勒比地區司的處長，負責印度與超過33個國家的事務。2011年至2014年，任印度常駐日內瓦聯合國代表團政治參贊，是印度在聯合國人權理事會的主要代表。2015年至2016年，任印度駐阿曼大使館副使團長。2017年至2019年，任印度駐意大利大使館副使團長，兼任多個位於羅馬的國際機構（包括國際統一私法協會、聯合國糧食及農業組織、國際農業發展基金、世界糧食計劃署）的副常駐代表。後來在印度外交部拉丁美洲和加勒比地區司擔任聯祕超過三年。
2022年10月4日，被任命爲下一任印度駐馬耳他高級專員。10月27日，向馬耳他總統遞交國書。

## 個人生活
已婚，育有兩個女兒。